# 埔姜崙 (雲林縣)
埔姜崙，即今褒忠，是台灣雲林縣褒忠鄉的一個傳統地域名稱，也是全鄉行政中心所在地，位於該鄉南部及東南部。相較於今日行政區，其範圍大致包括埔姜村南半部、中勝村、中民村不含東北部邊界地帶。

## 歷史
台灣清治末期至日治初期，埔姜崙地區為一街庄，稱為「埔姜崙庄」，隸屬於布嶼堡。該庄北邊西段及中段與龍巖庄為鄰，北邊東段及東邊北段與潮洋厝庄為鄰，東邊南段與崙內庄為鄰，南邊為後湖庄、山仔內庄，西南邊為月眉庄，西邊為馬鳴山庄。
「褒忠」名稱的由來，始於1786年（乾隆五十一年），林爽文和黨徒侵擾褒忠的村莊時，張源懃與張明義兄弟召集鄉勇抵抗匪徒；盜賊歷經數月攻打不下，直到清廷派福康安率軍來臺平亂，張氏兄弟率領鄉勇和清軍共同打擊賊匪。事後，清廷封張源懃為通判，張明義為州同，因協防有功於朝廷，並賜莊名為「褒忠」意指「褒獎忠義」。
1901年（日治明治三十四年）11月，全台廢縣廳改設二十廳，該庄隸屬於斗六廳。1903年（明治三十六年）6月，該庄編入「埔姜崙區」，隸屬於斗六廳。1909年（明治四十二年）10月，合併二十廳為十二廳，埔姜崙區改隸屬於嘉義廳。1920年（大正九年），全台地方制度大改正，廢十二廳改設五州二廳，該庄改制為「潮洋厝」大字，隸屬於臺南州虎尾郡土庫庄。1943年10月，土庫庄升格為土庫街。
戰後土庫街改制為土庫鎮，隸屬於臺南縣，大字亦改制為里。1946年1月23日，土庫、褒忠分治，本地區改隸屬於新成立的褒忠鄉，里亦改制為村。1950年10月，雲、嘉、南分治，褒忠鄉改隸屬於雲林縣。

## 聚落
本地區發展較早的聚落有埔姜崙（褒忠）、大廍、新湖（後壁湖）等，在日治期初期的官方地圖上已有記載。此外，本地區尚有勝平寮聚落。

## 交通
省道台78線即「東西向快速公路－台西古坑線」，是雲林縣境內的東西向快速公路，大致以西南西—東北東走向經過埔姜崙地區南端。西側最近的交流道是縣道153號交會處的東勢交流道，東側最近的是省道台19線交會處的元長交流道。由此等向西可前往台西並止於省道台61線（西部濱海快速公路）交會處的台西交流道；向東可前往虎尾、斗南、古坑、高厝林子頭的東側端點（古坑端）並止於國道3號古坑系統交流道；亦可於雲林系統交流道轉接國道1號前往台灣西部南北各地。
省道台19線又稱「中央公路」，是彰化至台南永康的幹道，大致以北微東—南微西走向轉北北西—南南東走向經過本地區東部。由該道路向北微東轉東北微北可前往崙背、二崙西北部、竹塘、埤頭等地；向南南東轉南南西再轉南可前往元長、北港、六腳、朴子等地。
縣道158號（中正路、自強路、三民路、中正路）是台西鄉海口至斗南鎮北勢仔的道路，大致以西南微西—東北微東走向由本地區西部邊界南側入境後，至自強路路口轉東微南再轉東北東，經中民路路口轉東北微東再轉東北，至中正路路口轉東北東，經省道台19線路口後續行以至出境。由該道路向西南微西經省道台78線（東西向快速公路－台西古坑線）高架橋下後可前往東勢、台西等地；向東北東可前往土庫、虎尾、斗南並止於省道台1線路口。
縣道158甲線（民生路）是台西鄉崙子頂至竹山鎮桶頭的道路，大致以西向東轉西南西—東北東走向再轉西北—東南走向再轉西北西—東南東走向，經省道台19線路口再轉西北微西—東南微東走向經過本地區北部邊界外不遠處的龍巖、潮洋厝地區。由該道路向西可前往東勢北部、台西並止於省道台17線路口（並行的省道台61線高架道路下）；向東南微東可前往土庫、虎尾南端、斗南、古坑、竹山等地。
鄉道雲9線（太湖路、中勝路）是豐榮（貓兒干）至褒忠（埔姜崙）的道路，其南側端點（終點）位於本地區中部偏西南褒忠市區（埔姜崙聚落）的縣道158號舊線（中正路）路口。由此向北北西經鄉道雲111線終點路口後轉北微東，出聚落後過馬公厝大排水溝橋梁轉北北西，至後壁湖聚落轉北北東出聚落並於本地區北部中央偏西處出境，轉北可前往龍巖中部、大有、貓兒干並止於縣道154號路口。
鄉道雲107線是龍岩（龍巖）至大廍的道路，其南側端點（終點）位於本地區北部偏東大廍聚落西側的省道台19線舊線（三民路）路口。由此向北行，出境後轉北北東可前往龍巖並止於縣道158甲線路口。
鄉道雲108線（泰安路）是新埤（應為新坤之誤）至褒忠的道路，其東南側端點（終點）位於本地區中部偏西南褒忠市區（埔姜崙聚落）西側的縣道158號舊線（中正路）路口。由此向西微南直行，出境後轉西北微西可前往馬鳴山、同安厝、番子寮東南部並止於縣道153號路口（新吉莊聚落西南側）。
鄉道雲111線（新湖路）是有才（有才寮）至褒忠（埔姜崙）的道路，其東南側端點（終點）位於本地區中部偏西南褒忠市區（埔姜崙聚落）西北側的鄉道雲9線路口。由此向西北微西出聚落後蜿蜒而行，出境後可前往馬鳴山地區北部並止於縣道158甲線路口（有才寮聚落南郊）。

## 學校
- 褒忠國中
- 褒忠國小